# زندگی همینه (ترانه)
«زندگی همینه» (انگلیسی: That's Life) یک آهنگ عامه‌پسند نوشتهٔ دین کی و کلی گوردون این آهنگ برای اولین بار توسط ماریون مونتگمری خوانده شد. معروف‌ترین نسخهٔ این آهنگ در سال ۱۹۶۶ در آلبوم زندگی همینه توسط فرانک سیناترا خوانده شده.